# 渋谷区立上原中学校
渋谷区立上原中学校（しぶやくりつ うえはら ちゅうがっこう）は、東京都渋谷区上原三丁目にある区立中学校である。上原三丁目の住宅地に所在し、学校の敷地・校舎の周囲は東京大学教養学部等が存在する文教地区である。

## 概要
学校は上原三丁目の住宅地に所在し、学校の敷地・校舎は南方に東京大学教養学部、東京大学先端科学技術研究センター、東京大学駒場リサーチキャンパス、日本近代文学館、東方には東海大学代々木キャンパスと、都心でも緑の多い環境に恵まれている。直ぐ北側には小田急小田原線東京メトロ千代田線が走り、代々木上原駅と東北沢駅の中間に位置する。敷地と校舎は西側の一部を除き公道に面している。

## 歴史
- 1947年（昭和22年）5月2日 - 上原小学校の旧校舎跡地を利用して、渋谷区立上原中学校として開校した。
- 2006年（平成18年）3月 - 現在の校舎が完成した。
- 2023年（令和5年）1月 - 全教科教育課程（デジタル教科書）研究モデル校となる[1]。

## 教育方針
教育目標」
「礼儀正しく思いやりのある人間」「社会に貢献しようとする人間」「個性と創造力豊な人間」
小学校の児童数と教員数
| 年度     | 児童総数 | 1年生 | 2年生 | 3年生 | 教員数 | 職員数 |
| -------- | -------- | ----- | ----- | ----- | ------ | ------ |
| 平成23年 | 338人    | 114人 | 105人 | 119人 | 24人   | 6人    |
| 平成24年 | 302人    | 84人  | 111人 | 107人 | 24人   | 6人    |
| 平成25年 | 303人    | 105人 | 83人  | 111人 | 24人   | 6人    |
| 平成26年 | 294人    | 101人 | 106人 | 87人  | 24人   | 6人    |
| 平成27年 | 299人    | 91人  | 101人 | 107人 | 21人   | 7人    |
| 平成28年 | 276人    | 81人  | 92人  | 103人 | 21人   | 5人    |
| 平成29年 | 263人    | 86人  | 80人  | 97人  | 22人   | 5人    |
| 平成30年 | 233人    | 63人  | 89人  | 81人  | 21人   | 5人    |
| 令和元年 | 250人    | 97人  | 66人  | 87人  | 22人   | 5人    |
| 令和2年  | 263人    | 97人  | 102人 | 64人  | 20人   | 4人    |
| 令和3年  | 288人    | 89人  | 95人  | 104人 | 22人   | 1人    |
| 令和4年  | 298人    | 112人 | 89人  | 97人  | 23人   | 1人    |
| 令和5年  | 314人    | 114人 | 114人 | 86人  | 24人   | 3人    |

## 通学区域
子供が通学する学校は、住所により指定されている、また、2004年（平成16年）度から学校選択希望制を導入しており、入学を希望する学校を選べる。学校選択希望制は、現行の通学区域を維持したうえで、通学区域外の学校に入学希望出来る制度で、特色のある地域に開かれた学校づくりを推進し、区民から選ばれる学校づくり等を図る。
住所別通学区域
| 上原一丁目 - 三丁目 | 富ヶ谷一丁目 - 二丁目 | 神山町        | 元代々木町 | 大山町   | 代々木五丁目                  |
| ------------------- | --------------------- | ------------- | ---------- | -------- | ----------------------------- |
| 全域                | 全域                  | 1 - 3番、43番 | 全域       | 9 - 11番 | 1 - 12番、37 - 41番 61 - 67番 |

調整区域
通学区域では調整区域を設けている、通学の距離等を考慮し保護者の申請により指定校の変更が出来る区域。
| 希望校       | 指定校         | 町丁名                                 | 番                                  |
| ------------ | -------------- | -------------------------------------- | ----------------------------------- |
| 代々木中学校 | 上原中学校     | 元代々木町 代々木五丁目                | 全域 1 - 12番、37 - 41番、61 - 67番 |
| 代々木中学校 | 原宿外苑中学校 | 代々木一丁目 代々木二丁目 代々木三丁目 | 1 - 4番、12 - 61番 全域 18 - 20番   |

生涯学習・スポーツ
成人のための学習機会の提供、社会教育団体への支援、小中学生のための学習機会の提供、生涯学習施設、口座・イベント情報等の文化・スポーツ教室案内。

## ギャラリー
- 北西角の公道から校舎西面を見る（2015年2月撮影）
- 南西角の公道から校舎南面を見る（2015年2月撮影）
- 南側公道から校舎の南面を見る（2015年2月撮影）
- 同左、（2015年2月撮影）
- 同左、（2015年2月撮影）
- 南東角公道からプール入口を見る（2015年2月撮影）

## 関係者
出身者
- 阿部豪一（洋画家）
- 栃富士勝健（元大相撲力士）
- 伍代夏子（歌手）
- 川口克己（モデラー）
- 杉咲花（女優）
- 田野優花 (元AKB48)
- 田村心（俳優）

教職員
- 内藤茂（日本語学者） - 元教諭